# Тітіріджі болівійський
Тітірі́джі болівійський (Hemitriccus spodiops) — вид горобцеподібних птахів родини тиранових (Tyrannidae). Мешкає в Болівії і Перу.

## Поширення і екологія
Болівійські тітіріджі мешкають в болівійській юнзі в департаментах Ла-Пас, Кочабамба, на заході Санта-Крусу та на півдні Бені, а також на сході Перу в регіоні Пуно. Вони живуть в підліску вологих гірських тропічних лісів. Зустрічаються на висоті від 800 до 1600 м над рівнем моря.